# Salives
Salives es una comuna francesa situada en el departamento de Côte-d'Or, de la región de Borgoña-Franco Condado.

## Demografía
| 329 | 346 | 286 | 229 | 180 | 232 | 267 | 228 | 207 |
| Para los censos de 1962 a 1999 la población legal corresponde a la población sin duplicidades (Fuente: INSEE [Consultar]) |     |     |     |     |     |     |     |     |